# Rachel Brosnahan
Rachel Brosnahan, född 12 juli 1990 i Milwaukee, är en amerikansk skådespelare. Hon är troligtvis mest känd  som stjärnan i The Marvelous Mrs. Maisel för vilken hon vann Emmy Award för Bästa kvinnliga huvudroll, komedi samt två  Golden Globe Award för Bästa kvinnliga skådespelare i television, musikal eller komedi. Hon hade också en återkommande roll i den politiska serien House of Cards och en ledande roll i drama-serien Manhattan.

## Aktivism
Brosnahan har klarat utmaningen "Live Below the Line" två gånger.

## Filmografi

### Film
| År   | Titel                                                    | Roll                | Kommentar    |
| ---- | -------------------------------------------------------- | ------------------- | ------------ |
| 2009 | The Unborn                                               | Lisa                |              |
| 2009 | The Truth About Average Guys                             | Molly               |              |
| 2011 | Coming Up Roses                                          | Alice               |              |
| 2012 | Nor'easter                                               | Abby Green          |              |
| 2012 | Adrift                                                   | Alex                | Kortfilm     |
| 2013 | Beautiful Creatures                                      | Genevieve Duchannes |              |
| 2013 | Care                                                     | Drea                | Kortfilm     |
| 2013 | A New York Heartbeat                                     | Tamara              |              |
| 2013 | Munchausen                                               | Girl                | Kortfilm     |
| 2013 | Basically                                                | Shandy              | Kortfilm     |
| 2014 | The Smut Locker                                          | Jamie White         | Kortfilm     |
| 2014 | I'm Obsessed with You (But You've Got to Leave Me Alone) | Nell Fitzpatrick    |              |
| 2015 | Louder Than Bombs                                        | Erin                |              |
| 2015 | James White                                              | Flicka              |              |
| 2015 | Louder Than Bombs                                        | Erin                |              |
| 2016 | The Finest Hours                                         | Bea Hansen          |              |
| 2016 | Burn Country                                             | Sandra              |              |
| 2016 | Patriots Day                                             | Jessica Kensky      |              |
| 2017 | Boomtown                                                 | Jamie               |              |
| 2018 | Fifteen Years Later                                      | Amy                 | Kortfilm     |
| 2018 | Change in the Air                                        | Wren                |              |
| 2019 | Spies in Disguise                                        | Wendy Becket        | Röstroll     |
| 2020 | The Courier                                              | Emily Donovan       |              |
| 2020 | I'm Your Woman                                           | Jean                |              |
| 2025 | The Amateur                                              | TBA                 |              |
| 2025 | Superman                                                 | Lois Lane           | I produktion |

### Television
| År      | Titel                     | Roll                      | Kommentar |
| ------- | ------------------------- | ------------------------- | --- |
| 2010    | Mercy                     | Samantha                  | Avsnitt: "We're All Adults" |
| 2010    | Gossip Girl               | Girl                      | Avsnitt: It's a Dad, Dad, Dad, Dad World |
| 2010    | The Good Wife             | Caitlin Fenton            | Avsnitt: "Poisoned Pill" |
| 2010    | In Treatment              | Eating Disorder Girl      | Avsnitt: "Jesse Week Six" |
| 2011    | CSI: Miami                | Melanie Garland           | Avsnitt: "Countermeasures" |
| 2013–15 | House of Cards            | Rachel Posner             | 19 avsnitt Nominerad—Primetime Emmy Award for Outstanding Guest Actress in a Drama Series Nominerad—Screen Actors Guild Award for Outstanding Performance by an Ensemble in a Drama Series |
| 2013    | Grey's Anatomy            | Brian Weston              | Avsnitt: "The Face of Change" |
| 2013    | Orange Is the New Black   | Little Allie              | Avsnitt: "Bora Bora Bora" |
| 2014    | Olive Kitteridge          | Patty Howe                | Avsnitt: "Incoming Tide" |
| 2014    | The Blacklist             | Jolene Parker/Lucy Brooks | 6 avsnitt |
| 2014    | Black Box                 | Delilah Buchanan          | 5 avsnitt |
| 2014–15 | Manhattan                 | Abby Isaacs               | 23 avsnitt |
| 2015    | The Dovekeepers           | Yael                      | 2 avsnitt |
| 2016    | Crisis in Six Scenes      | Ellie                     | 4 avsnitt |
| 2017–   | The Marvelous Mrs. Maisel | Miriam "Midge" Maisel     | 43 avsnitt (Protagonist) Golden Globe Award for Best Actress – Television Series Musical or Comedy Critics' Choice Television Award for Best Actress in a Comedy Series                    |
| 2019    | Saturday Night Live       | Sig själv (programledare) | Avsnitt "Rachel Brosnahan/Greta Van Fleet" |
| 2019–20 | Elena of Avalor           | Princessa Chloe (röst)    | 2 avsnitt |
| 2020    | 50 States of Fright       | Sig själv                 | 3 avsnitt |
| 2020    | Saturday Night Seder      | Sig själv                 | TV-special |

## Teater
| År   | Titel         | Roll        | Kommentar                  |
| ---- | ------------- | ----------- | -------------------------- |
| 2009 | Up            | Maria       | Steppenwolf                |
| 2013 | The Big Knife | Dixie Evans | Roundabout Theater Company |
| 2016 | Othello       | Desdemona   | New York Theatre Workshop  |